# Сан Конкордио ди Моријано (Лука)
Сан Конкордио ди Моријано је насеље у Италији у округу Лука, региону Тоскана.
Према процени из 2011. у насељу је живело 12 становника. Насеље се налази на надморској висини од 137 м.